# گویش اروشوری
اوروشوری (با عنوان روشُروی نیز شناخته می شود) یک گویش زبان شغنانی (یک زبان پامیری که در ولایت خودمختار بدخشان کوهستانی در تاجیکستان و همچنین 267 گویشور در ولایت بدخشان افغانستان صحبت می شود.) است  شبیه گویش های دیگر شغنی مانند روشانی و برتنگی است.  اوروشوری حاوی وام واژه های بسیاری از سریکالی  و نیز قرقیزی است. 